# Adenocarpus boudyi
Adenocarpus boudyi là một loài thực vật có hoa trong họ Đậu. Loài này được Batt. & Maire miêu tả khoa học đầu tiên.